# Edinho (futbolista)
Edino Nazareth Filho (Río de Janeiro, Brasil, 5 de junio de 1955) más conocido como Edinho, es un exfutbolista y exentrenador de fútbol brasileño. Edino como jugador se desempeñó como Defensa para el Fluminense FC, el Grêmio entre otros. También fue internacional con Brasil. Edino es esporádicamente comentarista de fútbol.

## Selección nacional
Ha sido internacional con la selección de fútbol de Brasil en 59 ocasiones y ha convertido 3 goles.

## Clubes

### Como jugador
| Club           | País   | Año       |
| -------------- | ------ | --------- |
| Fluminense FC  | Brasil | 1975-1982 |
| Udinese Calcio | Italia | 1982-1987 |
| Flamengo       | Brasil | 1987-1988 |
| Fluminense FC  | Brasil | 1988-1989 |
| Grêmio         | Brasil | 1989-1990 |

### Como entrenador
| Club                | País     | Año       |
| ------------------- | -------- | --------- |
| Fluminense FC       | Brasil   | 1991      |
| Botafogo            | Brasil   | 1992      |
| Fluminense FC       | Brasil   | 1993      |
| CS Marítimo         | Portugal | 1993-1994 |
| Flamengo            | Brasil   | 1994-1995 |
| EC Vitória          | Brasil   | 1996      |
| Portuguesa          | Brasil   | 1997      |
| Fluminense FC       | Brasil   | 1998      |
| Grêmio              | Brasil   | 1998      |
| Goiás               | Brasil   | 2002      |
| EC Vitória          | Brasil   | 2003      |
| Bahia               | Brasil   | 2003      |
| Brasiliense         | Brasil   | 2004-2005 |
| Atlético Paranaense | Brasil   | 2005      |
| Recife              | Brasil   | 2005      |
| Portuguesa          | Brasil   | 2006      |
| Boavista            | Brasil   | 2009      |
| Joinville           | Brasil   | 2010      |
| Guaratinguetá       | Brasil   | 2010-2011 |